# Europamästerskapet i volleyboll för herrar
Europamästerskap i volleyboll för herrar spelas  sedan 1948. Tävlingen arrangeras av Confédération Européenne de Volleyball. Sovjetunionen/Ryssland har varit mest framgångsrika med totalt 14 segrar.

## Vinnare
| År   | Värdnation                                | Vinnare         | Tvåa            | Trea                   | Fyra                   |
| ---- | ----------------------------------------- | --------------- | --------------- | ---------------------- | ---------------------- |
| 1948 | Italien                                   | Tjeckoslovakien | Frankrike       | Italien                | Portugal               |
| 1950 | Bulgarien                                 | Sovjetunionen   | Tjeckoslovakien | Ungern                 | Bulgarien              |
| 1951 | Frankrike                                 | Sovjetunionen   | Bulgarien       | Frankrike              | Rumänien               |
| 1955 | Rumänien                                  | Tjeckoslovakien | Rumänien        | Bulgarien              | Sovjetunionen          |
| 1958 | Tjeckoslovakien                           | Tjeckoslovakien | Rumänien        | Sovjetunionen          | Bulgarien              |
| 1963 | Rumänien                                  | Rumänien        | Ungern          | Sovjetunionen          | Bulgarien              |
| 1967 | Turkiet                                   | Sovjetunionen   | Tjeckoslovakien | Polen                  | Östtyskland            |
| 1971 | Italien                                   | Sovjetunionen   | Tjeckoslovakien | Rumänien               | Östtyskland            |
| 1975 | Jugoslavien                               | Sovjetunionen   | Polen           | Jugoslavien            | Rumänien               |
| 1977 | Finland                                   | Sovjetunionen   | Polen           | Rumänien               | Ungern                 |
| 1979 | Frankrike                                 | Sovjetunionen   | Polen           | Jugoslavien            | Frankrike              |
| 1981 | Bulgarien                                 | Sovjetunionen   | Polen           | Bulgarien              | Tjeckoslovakien        |
| 1983 | Östtyskland                               | Sovjetunionen   | Polen           | Bulgarien              | Italien                |
| 1985 | Nederländerna                             | Sovjetunionen   | Tjeckoslovakien | Frankrike              | Polen                  |
| 1987 | Belgien                                   | Sovjetunionen   | Frankrike       | Grekland               | Sverige                |
| 1989 | Sverige                                   | Italien         | Sverige         | Nederländerna          | Sovjetunionen          |
| 1991 | Tyskland                                  | Sovjetunionen   | Italien         | Nederländerna          | Tyskland               |
| 1993 | Finland                                   | Italien         | Nederländerna   | Ryssland               | Tyskland               |
| 1995 | Grekland                                  | Italien         | Nederländerna   | FR Jugoslavien         | Bulgarien              |
| 1997 | Nederländerna                             | Nederländerna   | FR Jugoslavien  | Italien                | Frankrike              |
| 1999 | Österrike                                 | Italien         | Ryssland        | FR Jugoslavien         | Tjeckien               |
| 2001 | Tjeckien                                  | FR Jugoslavien  | Italien         | Ryssland               | Tjeckien               |
| 2003 | Tyskland                                  | Italien         | Frankrike       | Ryssland               | Serbien och Montenegro |
| 2005 | Italien Serbien och Montenegro            | Italien         | Ryssland        | Serbien och Montenegro | Spanien                |
| 2007 | Ryssland                                  | Spanien         | Ryssland        | Serbien                | Finland                |
| 2009 | Turkiet                                   | Polen           | Frankrike       | Bulgarien              | Ryssland               |
| 2011 | Tjeckien Österrike                        | Serbien         | Italien         | Polen                  | Ryssland               |
| 2013 | Danmark Polen                             | Ryssland        | Italien         | Serbien                | Bulgarien              |
| 2015 | Bulgarien Italien                         | Frankrike       | Slovenien       | Italien                | Bulgarien              |
| 2017 | Polen                                     | Ryssland        | Tyskland        | Serbien                | Belgien                |
| 2019 | Belgien Frankrike Nederländerna Slovenien | Serbien         | Slovenien       | Polen                  | Frankrike              |
| 2021 | Polen Tjeckien Estland Finland            | Italien         | Slovenien       | Polen                  | Serbien                |
| 2023 | Italien Bulgarien Nordmakedonien Israel   | Polen           | Italien         | Slovenien              | Frankrike              |